# Malaconothrus pygmaeus
Malaconothrus pygmaeus är en kvalsterart som beskrevs av Aoki 1969. Malaconothrus pygmaeus ingår i släktet Malaconothrus och familjen Malaconothridae. Inga underarter finns listade i Catalogue of Life.